# Felipa de Güeldres

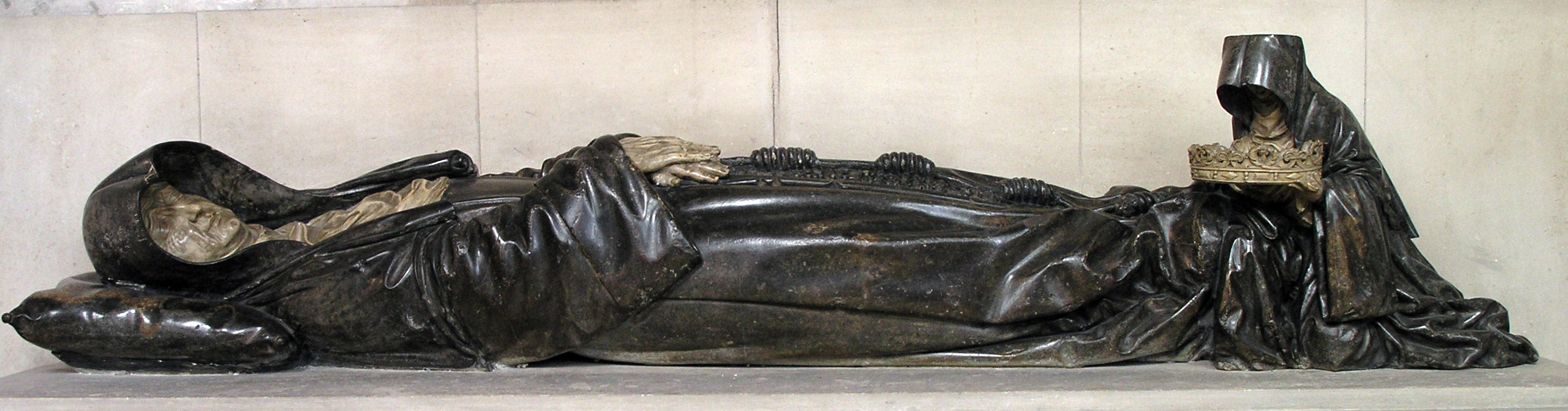
Oratorio de Felipa de Güeldres realizado por Ligier Richier, en la iglesia des Cordeliers de Nancy.

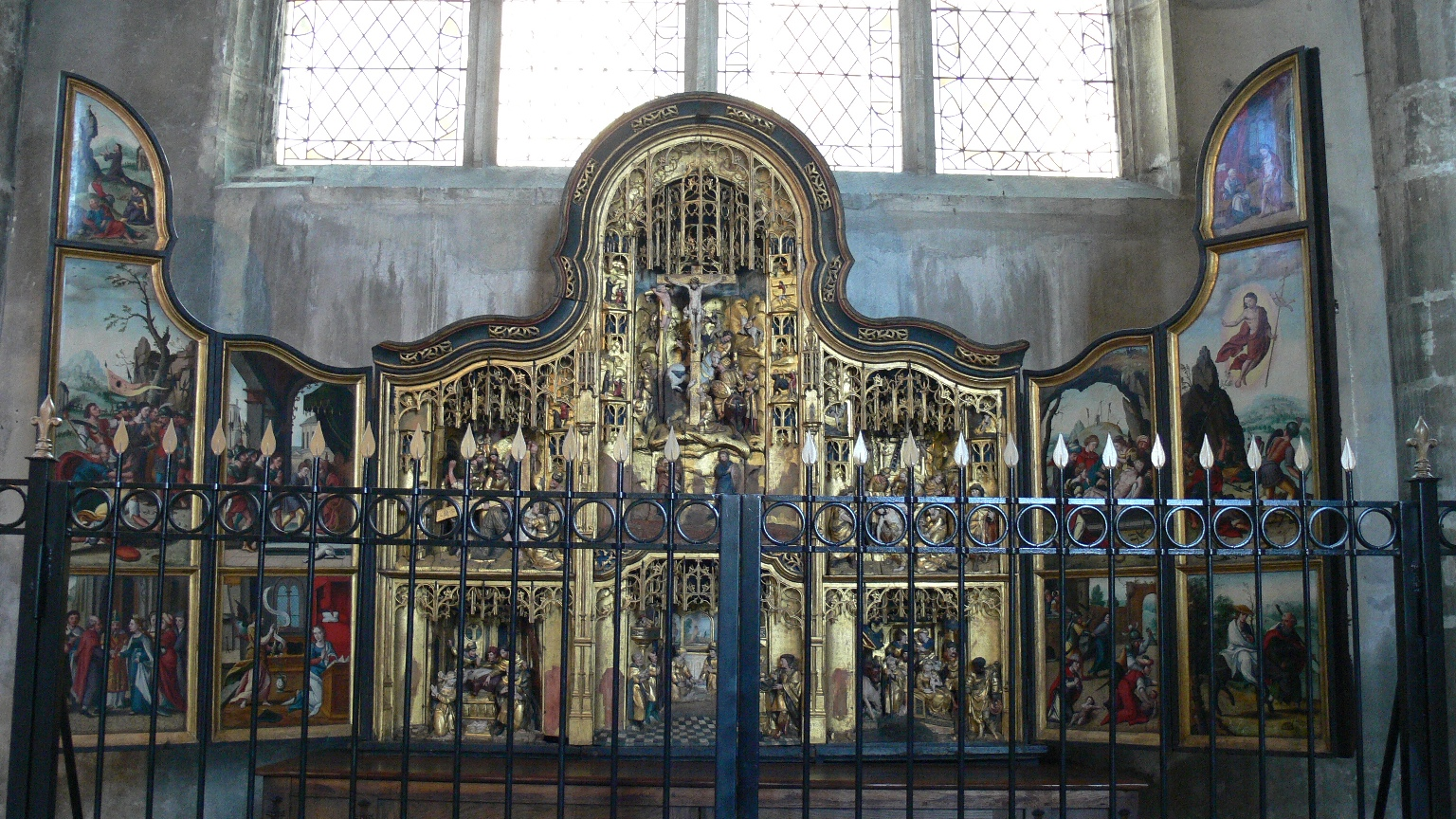
Retablo de Felipa de Güeldres en Pont-à-Mousson.

Felipa de Güeldres (Grave, 9 de noviembre de 1467 - Pont-à-Mousson, 28 de febrero de 1547) fue esposa de René II de Lorena, lo que permitió afianzar los lazos entre la corona de Francia y el Ducado de Lorena, al ser prima hermana de la madre del rey Francisco I. Reclamó la regencia del ducado, pero el consejo de los Estados de Lorena decidió en favor de su hijo Antonio. También reclamó los derechos de sucesión del ducado de Güeldres, pero el emperador Carlos Quinto se le adelantó.
Se casó en Orleans el 1 de septiembre de 1485 con René II de Lorena, del que tuvo doce hijos:
- Carlos (1486);
- Francisco (1487);
- Antonio (1489 - 1544), duque de Lorena y de Bar;
- Ana (1490 - 1491);
- Nicolás (1493);
- Isabel (1494 - 1508);
- Claudio (1496 - 1550), conde de Guisa, conde de Harcourt, de Aumale, barón de Elbeuf, señor de Mayenne y de Joinville. Fue el fundador de la Casa de Guisa;
- Juan (1498 - 1550), cardenal, obispo de Toul, de Metz y de Verdún;
- Luis (1500 - 1528), obispo de Verdún, luego conde de Vaudémont;
- Claudia (1502);
- Catalina (1502);
- Francisco (1506 - 1525), conde de Lambesc muerto en la Batalla de Pavía.